# Geophis tectus
Geophis tectus — вид змій родини полозових (Colubridae). Ендемік Панами.

## Поширення і екологія
Geophis tectus живуть у рівнинних і гірських вологих тропічних лісах Панами, переважно на карибських схилах, місцями також на тихоокеанських схилах. Зустрічаються на висоті від 40 до 1700 м над рівнем моря.